# Мау, Джордж
Джордж Мау (англ. George Maw; 10 декабря 1832, Лондон — 7 февраля 1912, Кенли, графство Суррей) — английский ботаник.
Владел производством керамической плитки в Брозли, графство Шропшир; там же разбил примечательный сад. Первоначально интересовался в наибольшей степени геологией Англии, в том числе в связи с нуждами своего производства. В 1864 году был принят в Геологическое общество Лондона и в последующие 14 лет опубликовал ряд статей в его изданиях.
В 1871 г. присоединился к Дж. Д. Гукеру и Джону Боллу в натуралистической экспедиции в Марокко, в 1873 г. отправился туда повторно уже один; отчёт об этих поездках был опубликован (англ. Journal of a tour in Marocco and the Great Atlas; 1878).
Наиболее существенный вклад Мау внёс в изучение растений рода Шафран. Десятилетняя работа по сбору ботанического материала увенчалась изданием «Монографии о роде Шафран» (англ. A monograph of the genus Crocus; 1886), с послесловием Ч. К. Лакайты о происхождении названий «шафран» и «крокус». В своей монографии Мау предложил классификацию растений рода на основании строения оболочки клубнелуковицы и наличия или отсутствия обёртки у основания стрелки, разделив род на два подрода: Involucrati (с обёрткой у основания стрелки) и Nudiflori (без обёртки). Труд Мау, как указывал У. Блант, десятилетиями считался образцовым, а Уильям Рёскин, по сообщению У. Т. Стерна, отмечал, что выполненные Мау для своей книги рисунки крокусов «исключительно изысканны … выше всяких похвал».